# Mr. Tambourine Man (음반)
| 전문가 평가   | 전문가 평가 |
| 평가 점수     | 평가 점수   |
| 출처          | 점수        |
| ------------- | ----------- |
| Record Mirror | [ 1 ]       |

《Mr. Tambourine Man》은 미국의 록 밴드 버즈의 데뷔 스튜디오 음반으로 1965년 6월 21일, 컬럼비아 레코드에 의해 발매되었다. 이 음반은 로저 맥귄의 12현 리켄배커 기타의 버즈 특유의 사운드와 밴드의 복잡한 하모니 노래로 특징지어진다. 이 음반의 자료는 주로 밥 딜런이 작곡한 포크 커버 버전과 가수 진 클라크가 작사 또는 공동 작사, 작곡한 원곡으로 구성되어 있다. 딜런이 쓴 동명의 싱글과 함께, 《Mr. Tambourine Man》은 이 밴드를 국제적으로 성공한 공연으로 설립했고 비평가들에 의해 1960년대 중반 비틀즈와 다른 브리티시 인베이전 밴드의 차트 지배에 대한 최초의 효과적인 도전을 대표하는 것으로 널리 평가받고 있다.
이 음반은 또한 지적인 서정적인 내용을 일렉트릭 기타와 록 백비트와 혼합함으로써 포크 록으로 알려진 음악적 하위 장르를 대중화하는 데 영향을 미쳤다. "포크 록"이라는 용어는 《Mr. Tambourine Man》 음반이 발매된 무렵인 1965년 중반에 버즈의 사운드를 묘사하기 위해 미국 음악 언론에 의해 처음 만들어졌다. 밴드의 브리티시 인베이전 비트, 장엄한 기타 연주, 시적 또는 사회적으로 의식된 가사의 혼합은 1960년대 중반에 많은 활동에 영향을 미쳤으며, 또한 연속적인 음악가들에게 영향을 미쳤다.
이 음반은 빌보드 200 차트에서 6위로 정점을 찍었고 영국에서는 7위에 올랐다. 이 음반은 두 차트에서 모두 밴드의 가장 성공적인 음반이다. 〈Mr. Tambourine Man〉 싱글은 1965년 4월 음반에 앞서 발매되었고 빌보드 핫 100과 영국 싱글 차트에서 1위에 올랐다. 딜런의 커버이기도 한 두 번째 싱글 〈All I Really Want to Do〉는 미국에서 중간 정도의 성공을 거두었지만, 톱 10에 진입한 영국에서는 더 나은 성과를 거두었다.

## 배경
1964년 버즈를 결성하기 전, 대부분의 밴드 멤버들은 로큰롤이 아닌 포크 및 루츠 음악 배경을 가지고 있었다. 리드 기타리스트 로저 맥귄은 솔로 포크 가수이자 다양한 전문 포크 그룹의 사이드맨이었다. 싱어송라이터 진 클라크와 밴드의 리듬 기타리스트 데이비드 크로스비도 있었다. 베이시스트 크리스 힐먼의 음악 배경도 포크 음악을 포함했지만 블루그래스 음악을 더 지향했다.
클라크와 맥귄은 1964년 초 로스앤젤레스의 트루바두르 포크 클럽에서 처음 만나 비틀즈의 커버곡, 전통 포크의 비틀즈식 연주, 그리고 일부 자필을 연주하며 듀오를 결성했다. 그 듀오는 곧 크로스비를 라인업에 추가했고 그들 자신을 제트 세트라고 이름 지었다. 이후 몇 달 동안 힐먼과 드러머 마이클 클라크는 제트 세트에 추가되었고 밴드는 1964년 11월 10일 컬럼비아 레코드와 계약을 맺었다. 그들은 그 해 추수감사절에 버즈로 이름을 바꾸었다.
1965년 1월 20일, 밴드는 당시 발매되지 않은 밥 딜런의 노래 〈Mr. Tambourine Man〉을 그들의 데뷔 싱글로 녹음하기 위해 할리우드의 컬럼비아 레코딩 스튜디오에 들어갔다. 음반 제작자 테리 멜처는 밴드가 아직 완전히 음악적 재능을 발휘하지 못했다고 느꼈고, 그래서 그는 후에 레킹 크루로 알려진 로스앤젤레스 세션 음악가 그룹을 이 싱글에 대한 음악적 지원을 제공하기 위해 데려왔다. 그 결과 맥귄은 〈Mr. Tambourine Man〉과 B-사이드 〈I Knew I'd Want You〉에서 버즈만 연주했다. 이 싱글은 1965년 4월에 발매되었고 즉시 히트하여 미국 빌보드 핫 100 차트와 영국 싱글 차트에서 모두 1위에 올랐다. 게다가 버즈와 멜처가 〈Mr. Tambourine Man〉에게 준 일렉트릭 록 밴드 트리트먼트는 포크 록의 음악적 하위 장르를 위한 템플릿을 효과적으로 만들었다.

## 커버 아트
이 음반의 독특한 앞면 커버 어안 렌즈 사진은 배리 파인스타인이 로스앤젤레스의 그리피스 공원에 있는 조류 보호소에서 찍은 것이다. 작가 크리스토퍼 호르트에 따르면, 그것은 발매 이후 인정받는 고전으로 자리 잡았다. 뒷면 커버에는 컬럼비아 레코드의 홍보 담당자인 빌리 제임스가 친구에게 보내는 공개 편지의 형태로 쓰여진 라이너 노트가 실렸다. 게다가, 뒷면 커버에는 버즈의 매니저 짐 딕슨이 로스앤젤레스에 있는 시로의 나이트클럽에서 밥 딜런과 함께 무대에 선 밴드의 흑백 사진이 실렸다.

## 곡 목록
| #  | 제목                             | 작사·작곡                    | 재생 시간 |
| -- | -------------------------------- | ---------------------------- | --------- |
| 1. | 〈Mr. Tambourine Man〉           | 밥 딜런                      | 2:29      |
| 2. | 〈I'll Feel a Whole Lot Better〉 | 진 클라크                    | 2:32      |
| 3. | 〈Spanish Harlem Incident〉      | 딜런                         | 1:57      |
| 4. | 〈You Won't Have to Cry〉        | 클라크, 로저 맥귄            | 2:08      |
| 5. | 〈Here Without You〉             | 클라크                       | 2:36      |
| 6. | 〈The Bells of Rhymney〉         | 이드리스 데이비스, 피트 시거 | 3:30      |

| #  | 제목                           | 작사·작곡            | 재생 시간 |
| -- | ------------------------------ | -------------------- | --------- |
| 1. | 〈All I Really Want to Do〉    | 딜런                 | 2:04      |
| 2. | 〈I Knew I'd Want You〉        | 클라크               | 2:14      |
| 3. | 〈It's No Use〉                | 클라크, 맥귄         | 2:23      |
| 4. | 〈Don't Doubt Yourself, Babe〉 | 재키 데샤논          | 2:54      |
| 5. | 〈Chimes of Freedom〉          | 딜런                 | 3:51      |
| 6. | 〈We'll Meet Again〉           | 로스 파커, 휴이 찰스 | 2:07      |